# Kanton Xertigny
Kanton Xertigny (fr. Canton de Xertigny) byl francouzský kanton v departementu Vosges v regionu Lotrinsko. Skládal se z osmi obcí. Zrušen byl po reformě kantonů 2014.

## Obce kantonu
- La Chapelle-aux-Bois
- Charmois-l'Orgueilleux
- Le Clerjus
- Dounoux
- Hadol
- Uriménil
- Uzemain
- Xertigny